# Gemma Beadsworth
Gemma Beadsworth (Perth, 17 luglio 1987) è una pallanuotista australiana, vincitrice di una medaglia di bronzo ai giochi olimpici di Pechino 2008.